# Rebeka Njau
Rebeka Njau, född 1932 i Kanyariri, Kenya, är en kenyansk författare, som ibland skrivit under pseudonymen Marina Gashe. Hon studerade till lärare vid Makerereuniversitetet i Uganda, och har arbetat som lärare, forskare och textilkonstnär.  Hennes litterära produktion spänner över romaner, noveller och pjäser.